# Jiaganj-Azimganj
Jiaganj-Azimganj ist eine Doppelstadt mit etwa 55.000 Einwohnern im ostindischen Bundesstaat Westbengalen. Die Stadt ist bedeutsam wegen mehrerer Bengalischer Tempel aus dem 17. bis 19. Jahrhundert.

## Lage
Die Doppelstadt Jiaganj-Azimganj liegt zu beiden Seiten des Bhagirathi, etwa 20 bis 30 Meter ü. d. M. und ca. 250 km (Fahrtstrecke) nördlich von Kalkutta; von dort fahren nahezu stündlich Busse (Fahrzeit ca. 7 Stunden). Außerdem hat die Stadt einen Regionalbahnhof. Die Distriktshauptstadt Murshidabad befindet sich nur ca. 10 km südlich.

## Bevölkerung
Offizielle Bevölkerungsstatistiken werden erst seit 1991 geführt und veröffentlicht.
| Jahr      | 1991   | 2001   | 2011   |
| Einwohner | 42.014 | 47.212 | 51.790 |

Ca. 88 % der zumeist zugewanderten Einwohner sind Hindus, knapp 10 % sind Moslems; der Rest entfällt auf andere Religionsgemeinschaften wie Christen, Sikhs und Jains. Anders als im Norden Indiens üblich, liegt der männliche Bevölkerungsanteil nur geringfügig höher als der weibliche.

## Wirtschaft
Die Landwirtschaft spielt immer noch die wichtigste Rolle in den Dörfern der Umgebung der Doppelstadt, die als regionales Handels-, Handwerks- und Dienstleistungszentrum fungiert. Nach der Teilung Indiens (1947) ließen sich viele Weber aus dem nur ca. 50 km entfernten damaligen Ost-Pakistan (heute Bangladesch) in Jiaganj-Azimganj und Umgebung nieder – die feinen Seiden- und Baumwollstoffe aus der Region sind für ihre Qualität berühmt. Auch der regionale (Pilger-)Tourismus bringt Einnahmen in die Kassen der Stadt.

## Geschichte
Über die frühe und mittelalterliche Geschichte von Jiaganj und Azimganj ist kaum etwas bekannt. Im 12. Jahrhundert begann der Aufstieg des Islam, der unter den Mogul-Herrschern seinen Höhepunkt erreichte und bis nach Bengalen ausstrahlte, das von Statthaltern (subahdars) regiert wurde, die jedoch nach Unabhängigkeit strebten. Im 16. bis 18. Jahrhundert regierte die Familie Bhattacharya von Murshidabad aus die Region. Unter ihrer und später der britischen Herrschaft entwickelten sich Jiaganj und Azimganj zu kleinen Hafenstädten, in denen die regionalen Produkte (vor allem Baumwoll- und Seidenstoffe) verhandelt und auf Kähne verladen wurden. Im Jahr 1896 wurden beide Städte auch offiziell zusammengelegt und erhielten den Status einer municipality.

## Sehenswürdigkeiten
Seit der Mitte des 18. Jahrhunderts entstanden im Ortsteil Baranagar (oder Baranagore) unter der Obhut von Rani Bhabani, der Witwe eines Angehörigen des Bhattacharya-Clans, mehrere Tempelbauten im Bengalischen Stil mit heruntergezogenen Dachecken. Alle Bauten bestehen in ihrem Kern aus Ziegelsteinen, die auch in der Fassade in Erscheinung treten, dort aber ornamental bearbeitet wurden, so dass kein Teilstück der Wandfläche unbearbeitet blieb; hinzu kommen figürlich gestaltete Terracotta-Wandpaneele.

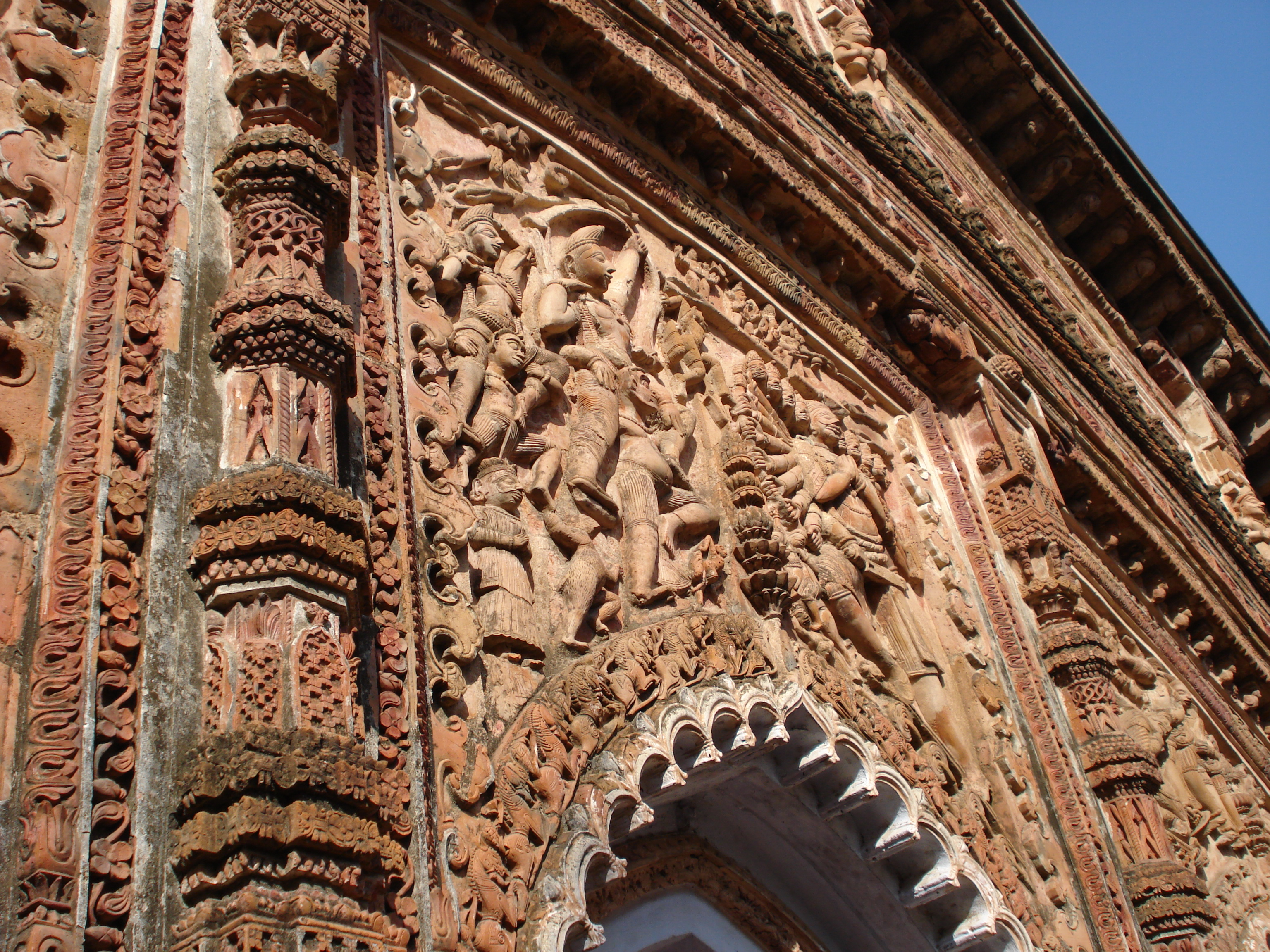
Ziegelstein- und Terracotta-Dekor am Gangesvar-Tempel

- Besonders hervorzuheben ist der aus 4 Einzelbauten bestehende und eine Hoffläche umschließende Char bangla-Tempelkomplex  (24° 15′ 5″ N, 88° 14′ 37″ O), der dem Hindu-Gott Shiva geweiht ist. Jeder der Tempel hat drei Zugänge und drei Cellae (garbhagriha) mit Shiva-Lingams. Der Haupttempel ist gegenüber den 3 anderen leicht erhöht.
- Der ebenfalls Shiva geweihte Gangesvara-Tempel (24° 15′ 12″ N, 88° 14′ 33″ O) gilt aufgrund seines qualitätvollen Terracotta-Dekors mit Szenen aus dem Ramayana-Epos als der schönste des gesamten Komplexes.
- Weitere Tempel stehen ganz in der Nähe und sind ebenfalls Shiva in unterschiedlichen Aspekten geweiht (z. B. Ramonateshvara, Bhavanisvara). Zwei der jüngeren Tempel haben einen für Bengalen ungewöhnlichen oktogonalen Grundriss und wurden um 1800 im Auftrag von Tarasundari, der Tochter Rani Bhabanis, erbaut.
- Eine durch Privatinitiative aufgebaute Sammlung von Steinskulpturen aus ganz Indien (Vishnu, Shiva etc.) aus dem 8. bis 12. Jahrhundert wird in einem in den 1960er Jahren erbauten Museum gezeigt.